# Dinastia Vaghela
Els Vagheles o dinastia Vaghela, també escrit com Waghela, fou una efímera dinastia rajput que va governar Gujarat de 1243 a 1299. La seva capital fou la ciutat de Dholka, al actual districte d'Ahmedabad. Fou la darrera dinastia hindú que va governar de la regió, abans dels governants musulmans. El seu govern va acabar finalment al segle xviii quan els marathes van conquerir l'estat.

## Història
El Vagheles eren una branca de la dinastia Solanki de la qual eren feudataris i que van governar Gujarat del segle X al XIII. Vaghel era el poble del qual la dinastia va obtenir el seu nom. Aquesta terra fou concedida pel rei Solanki Kumarpal (1143- 1174) al seu cosí Anak, l'avi de Virdhaval, el qual aproximadament el 1243 va fundar la dinastia Vaghela dinastia a la caiguda dels Solankis. Els Solankis van entrar en decadència al segle xiii i el 1243 els Vagheles tenien fermament el control de Gujarat. Inscripcions en pedra a Dabhoi datades el 1253, esmenten a Lavana Prasad, un ministre del rei Solanki rei, Bhimdev II (que va regnar del 1178 al 1242), i que més tard va establir la seva dinastia independent pròpia.
Van restaurar l'estabilitat a Gujarat a la segona meitat del segle xiii. Van tenir capital a la ciutat de Dholka. La seva dinastia va acabar amb la derrota de Karnadeva Vaghela a mans de Ala al-Din Muhàmmad Xah Khalji el 1299 CE, i l'establiment del govern del sultanat de Delhi a la regió (passant a ser un poder local fins al segle xviii).
Un nombre de temples va ser construït durant el seu regnat per uns mercaders rics, Vastupal i Tejapal, que també van servir com a ministres i generals, incloent un dels temples de Dilwara a Mont Abu i els temples jainistes de Girnar. De fet el, Kirtikaumudi, una biografia de Vastupal, escrita per Someswaradev (1179-1262), un sacerdot reial, és també una font important de la història de la dinastia.

### Governants
Llista dels reis Vaghels:
- Vīrdhavala (Visala) (vers 1243 - 1262)
- Arjunadeva (Vishaldev) (vers 1262 - 1275)
- Sarangadeva (vers 1275 - 1297)
- Karandeva (II) (vers 1297-1304)